# 마우두갈야야나

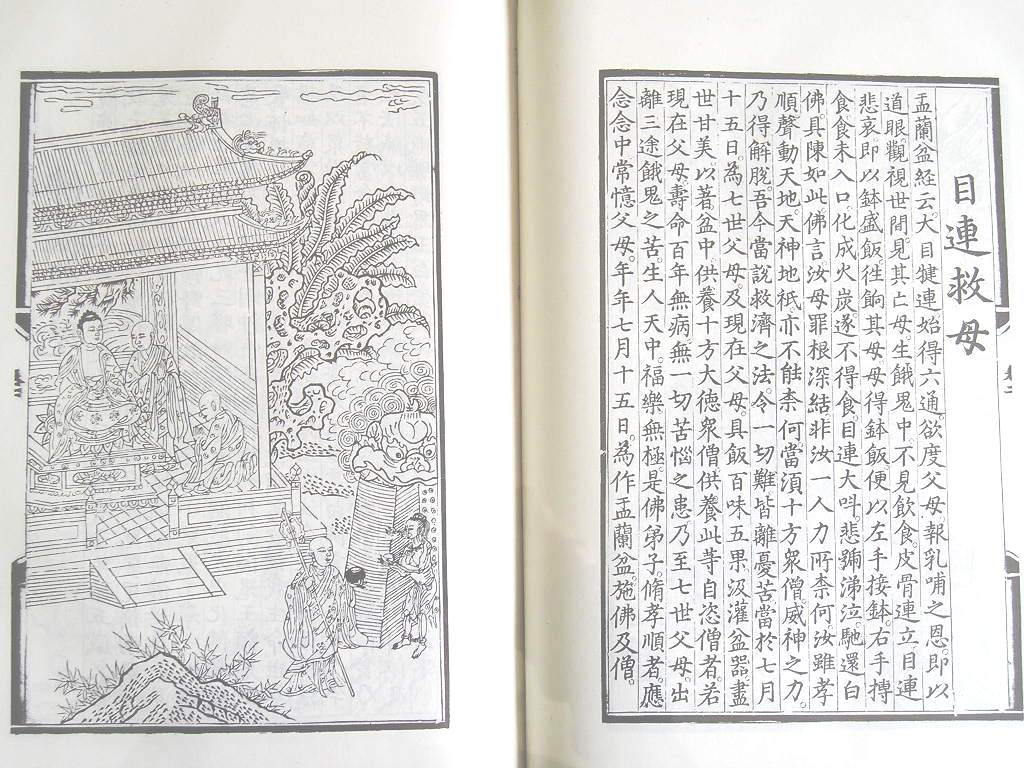
목건련이 어머니를 구하다.

마우두갈야야나(산스크리트어: मौद्गल्यायन) 또는 목갈라나(팔리어: Moggallana), 목건련(目犍連)은 석가의 직속제자의 한 명. 제자중에서 신통 제일이라고 한다. 정확하게는 목건련이지만, 생략해 목련이라고 한다. 또 십대제자의 한 명으로서 필두였으므로, Mahaa (음사: 마하, 역: 대)를 붙여 마하목건련, 대목건련 등으로도 기록된다.

## 생애

### 자라난 내력
마가다국의 왕사성 북쪽, 구리가 (코리카, 혹은 코리타) 촌의 Moggaliya라는 바라문 여성의 아이로, 아래는 구률다 (코리타) 라고 했다. 또한 「우란분재경」에서는 아버지를 길참사자 (나무편찬해), 어머니를 청제녀 (성이야에)라고 하지만, 이것은 중국에서 작성된 위경으로 되어 있다 (후술).
용모 단려로 모두의 학문에 정통하고 있었다. 어리고로부터 이웃마을 나라다의 사리불과 사이가 좋고, 어느 날, 사람들이 놀고 있는 모습을 보고, 염리의 마음을 일으켜 출가를 모두 서로 결의했다고 한다. 그들은 당초, 500명의 청년 동료들을 거느려 산쟈야 베이랏티풋타에게 입문했지만 만족하지 않고, "만약 만족하는 스승이 발견되면 모두 입문하자"라고 맹세했다.
후에 사리불이 아설시 (앗사지) 에게 출 당해 석가와 그 법을 알자 마자, 목련에게 알려 모두 5백명 중 반의 제자사람들을 거느려 죽림 사원에 도달해 불제자가 되었다.
목련은 후에 증과(깨달음)를 얻고, 장로라는 오름세의 제자로 꼽혀 각지로 향해 가 석가의 교화를 부조했다. 그는 신통에 의해서 석가의 설법을 방해 하는 도깨비나 용을 항복시키거나 이단자나 외도를 추방했기 때문에, 많이 원한을 산 적도 있어, 반대로 박해되는 일도 많았다고 한다. 특히 육사외도의 하나로 여겨지는 자이나교도로부터 자주 박해되었다. 데바닷타의 제자들에게 암살되어 걸렸다고도 한다.
또 석가족을 섬멸 천도한 코사라국의 유리 (비르리, 비두다바) 왕의 군대를 격퇴하려고 하고, 석가로부터 제지 되거나 한 적도 있었다.

### 임종
전설에서는, 석가의 열반에 앞서 오름세의 2제자가 우선 열반 하는 것은, 3세 (과거 현재 미래) 제불의 상법이라고 한다. 또 「아비담팔건도론」권 28에는, 목련과 사리불이 석가에 앞서 멸 한 것은, 석가의 설법이 올바른 것을 증명하기 위해서 성불의 실상을 나타냈다고 말해지고 있지만, 그의 임종의 모양에 대해서는 이하와 같다 (증일아함경 18-19, 비나야잡사 18, 계인연경 2 비파사론 4 등).
사리불과 목련은, 석가가 열반 천도하는 것을 알아, 하좌경이라고 확실히 열반토스. 이 때 목련은 라열죠에 들어와 행걸 했다. 외도인 집장범사는 그를 보고, "저 사람은 사문 구담의 제자 중에서 가장 뛰어난 사람이다. 우리들은 저 사람을 에워싸고 때려죽이자"라고 했다. 제의 범사 모두 둘러싸고 지를 방치해 난 다해 고뇌 심하고, 이 때 목련은 신통으로 벗어나 기원 정사에 환리사리불 곳에 도달했다.
사리불은 "당신은 세존의 제자들 중에서 신통이 제일이요 큰 위력이 있는데, 왜 그 신통력으로 그 일을 피하지 않았습니까?"라고 물으면, "내가 본래 지은 업은 매우 깊고 무겁소. 그 과보를 받기 위해 끝내 피하지 않았습니다. 공중에서 그 과보를 받는 것은 옳지 않기 때문입니다. 그리고 나는 지금 온몸의 고통이 너무 심하기 때문에 당신에게 와서 하직인사를 하고 저 반열반에 들려고 합니다."라고 했다. 사리불은 "그대는 잠깐만 기다리시오. 내가 지금 먼저 멸도에 들겠습니다."라고 했다. 사리불은 석가모니의 곳에 도달해 물러나고, 떠나 본성곳에 이르러 설법해 멸도를 취했다(「증일아함경」).
아자세왕은, 목련이 범사에게 타격을 받아 빈사가 되고 있는 것을 들어, 지극히 분노 해 대신에 "인가의 외도를 탐색하고 이것을 구워 죽일 수 있다"라고 명했다. 목련은 이것을 들어 알려 가라사대 "존명 다르기 어렵고, 만약 파악할 수 있으면 단국을 출 나와 시무베 해" (비나야잡사 18)
어떤에 목련에게 2명의 제자가 있어, 이른바 6군비구 (석가 제자중, 나쁜 짓을 한 6명)의 우마야도와 만숙이, 스승인 목련의 박살되는을 들어, 분노에 견디지 않고, 신모실구견치, 큰힘사 힘으로 다해 집장범사를 잡아 죽였다.
후에 있는 제자 (비구) 가 석가에 이 건에 대해 질문했다. 성자 목련은 무슨업이 있어 외도에 그 몸을 분쇄 다투어졌는지 물으면,
"목련은 일찍이 과거세에, 바라문인 아이가 되어 그 부인에게 음닉 해 어머니에게 불행했다. 어느 날 어머니를 화내 악어를 발스, 가라사대 어떻게 용력의 사람을 얻어인가의 옷차림을 치지 않아와. 이 추악어에 의는 5백생안에 있어서 당연히 타쇄세라레오늘성도를 증명해 신통 제일 되는 것도, 더 이 보답을 수구"라고 설명했다. (비나야잡사 18)
또, 그는 옛날, 폐마인 때, 자주 구루손불 (과거칠불의 한 불)의 오름세의 제자존자 비루를 촉뇨해, 화해 소아가 되어 대지팡이로 그의 목을 공격해 피를 흘렸다. 그 때에 지옥에 빠졌다. 그 숙업에 의는 오늘 샤카문불의 오름세가 되어 외도를 위해 박살되었다. (마요유경)

## 목련과 우란분
아래와 같이에 기록하는 백중날의 일화에 의해, 목련이 일본에서의 추석 및 본오도리 등의 행사의 창시자로서 수취되고 있다.
목련이 어느 날, 먼저 죽은 친어머니인 청제녀가 천상계로 다시 태어나고 있는지를 확인할 수 있도록 , 어머니가 있는 곳을 천리안으로 관찰했는데, 청제녀는 천상계는커녕 아귀계에 빠져 지옥과 같은 반대적리의 고통을 당하고 있었다. 놀라 공물을 바쳤는데 공물은 불길을 올려 모두 불타 버려, 곤란한 목련은 석가에게 상담한다. 석가는 망자 구제의 비법 (일설에는 시아귀의 비법) 을 목련에게 전수해, 목련은 가르침에 따라서 법을 베풀면 눈 깜짝할 사이에 모친은 지옥으로부터 떠올라, 환희의 무용을 춤추면서 승천했다.
그렇지만, 석가의 당시의 교설에는 극락 정토나 지옥이라는 개념은 등장하지 않았다. 따라서, 이 일화는 중국에서 위경인 「우란분경」이 성립했을 때로 할 수 있던 것이다. 단지, 민간 전승의 세계에서는, 현재 행해지는 본오도리는 목련의 모친이 하늘에 오르는 모습을 상형한 것이라고 되고 있다.

## 같이 보기
- 백중날
- 우란분경